# テイラーメイドファーム
テイラーメイドファーム（Taylor Made Farm）は、アメリカ合衆国ケンタッキー州ニコラスヴィルにある競走馬（サラブレッド）の生産、種牡馬及び功労馬の繋養などを行う牧場である。テーラーメイドファームと表記される場合もある。
生産事業の他にコンサイナー事業も行っている。
創設者はジョー・テイラーで、運営はテイラー家によって行われており、ジョーの4人の息子であるダンカン（現社長）、ベン、フランク、マークが各部門を統括し、さらにその子（ジョーの孫）たちも運営に関わっている。
日本においては阿部雅一郎が繁殖牝馬のケイティーズを購入し、当牧場で誕生したケイティーズの仔であるヒシアマゾンなどが中央競馬で活躍したことで知られている。

## 主な生産馬
- ヒシアリダー（1994年エルムステークス（当時条件戦））
- ヒシアマゾン（1993年阪神3歳牝馬ステークス、1994年エリザベス女王杯、他重賞競走7勝）
- ヒシナイル（1996年フェアリーステークス）
- ヒシピナクル（1999年ローズステークス）

## 主な繋養馬

### 種牡馬
- Angel Of Empire
- Dr. Schivel
- Early Voting
- Idol
- Instagrand
- Instilled Regard
- Knicks Go
- Not This Time
- Rowayton
- Tacitus

## 過去の繋養馬
種牡馬及び功労馬
- Eskendereya[1]
- Old Fashioned[1]
- Astrology[1]
- Northern Afleet[1]
- Graydar[1]
- Mshawish